# Сванидзе, Иван Александрович
Ива́н (Джонрид, Джонни, Вано) Алекса́ндрович Свани́дзе (15 октября 1927, Берлин — 3 августа 1987) — советский африканист, доктор экономических наук. Сын А. С. (Алёши) Сванидзе; третий муж Светланы Аллилуевой-Сталиной.

## Биография
Джонрид Александрович Сванидзе родился в Берлине, в семье сотрудника торгпредства, советского государственного деятеля Александра (Алёши) Сванидзе, брата первой жены Сталина Екатерины. Имя дано родителями в честь американского журналиста Джона Рида. 
После ареста в 1938 году его родителей как «врагов народа» родственники отказались от него. 11-летним ребёнком его привозили на Лубянку, требуя показаний против отца. Воспитывался в семье своей няни Лидии Трофимовны. Примерно в 1943 году был заключён в тюремную психбольницу в Казани, где пробыл 5 лет. 4 августа 1948 года по решению Особого совещания был приговорён к ссылке в Казахстан на пять лет. Работал на медных рудниках Джезказгана. Освобождён из заключения в 1954 году, вернулся из ссылки в Москву в 1956 году. По распоряжению Хрущёва получил квартиру в Москве. 
В 1957 году женился на Светлане Аллилуевой, однако брак вскоре (в 1959 году) распался. 
С отличием окончил исторический факультет Московского университета в 1958 году. Работал научным сотрудником Института востоковедения АН СССР (1958—1959). Поступил в аспирантуру в Институте Африки АН СССР (1959—1962). Кандидат экономических наук (1962), тема диссертации «Аграрные отношения в Северной Родезии». С 1962 работал научным сотрудником в Институте Африки, преподавал в МГУ. В 1978 году защитил докторскую диссертацию по экономическим наукам на тему «Сельское хозяйство Тропической Африки». Был депутатом райсовета. Умер от шизофрении.

## Основные работы
1. Страна шестидесяти дискриминационных законов // Современный Восток. 1958. № 11. С. 22-23.
2. Аграрная политика колонизаторов в Южной Африке // Проблемы востоковедения. 1960. № 1. С. 109—117.
3. Сельскохозяйственные рабочие в странах Азии и Африки. — М., 1969 (отв. ред., совм. с Г. Г. Котовским).
4. Сельское хозяйство Северной Родезии. — М., Издат. восточ. лит., 1963. — 260 с. — 1000 экз.
5. Problems of Raising the Productivity of Agriculture in Africa. — M., 1967.
6. Динамизация сельского хозяйства стран Африки. — М.: Ин-т Африки АН СССР, 1969. — 23 с. — 100 экз.
7. Проблемы развития сельского хозяйства Африки. — М.: Наука, 1969. — 194 с. — 1300 экз.
8. Сельское хозяйство Тропической Африки. — М.: Мысль, 1972. — 352 с. — 3000 экз.
9. Сельское хозяйство и аграрный строй Тропической Африки / АН СССР, Ин-т Африки. — М.: «Наука», 1977. — 215 с. — 1300 экз.
10. Лесото. Свазиленд. — М.: Мысль, 1978. — 72 с. — (У карты мира). — 32000 экз.
11. Южная Родезия / И. А. Сванидзе, Т. С. Джанджгава. — М.: Мысль, 1977. — 69 с. — (У карты мира). — 50 000 экз.